# Kozí vrch (Mikulovská vrchovina)
Der Kozí vrch (deutsch Gaisberg) ist ein 288 m n.m. hoher Berg im Stadtgebiet von Mikulov, Tschechien. Er ist Teil der Mikulovská vrchovina (Nikolsburger Klippen) und liegt im Landschaftsschutzgebiet Pálava. Auf der südlichen Jurakalkklippe steht der Turm Kozí hrádek (Gaisburg).

## Geographie
Der Berg befindet sich unmittelbar nördlich des Stadtzentrums von Mikulov. An seinem Nordhang erstreckt sich der Jüdische Friedhof, westlich liegt die Jüdische Trauerhalle.
Nördlich erheben sich der Čertův kámen und der Turold (385 m n.m.), im Osten der Janičův vrch (Marienberg), südöstlich der Svatý kopeček (Heiliger Berg, 363 m n.m.), im Süden die Olivetská hora sowie nordwestlich der Růžový kopec (Rosenberg, 298 m n.m.) und der Kunold (298 m n.m.)

## Geschichte
Durch die Ebene westlich des Berges führte seit dem Mittelalter die Handelsstraße von Wien nach Brünn; wegen des Straßenknicks trug er früher den Namen Knieberg. Die Ruine der im 15. Jahrhundert erbaute Gaisburg dient heute als Aussichtsturm. Der Berg wurde zu einem frei zugänglichen städtischen Ruhezentrum umgestaltet. Vom Kozí vrch bietet sich eine gute Aussicht auf die Stadt und das Schloss Mikulov sowie zu den umliegenden Bergen.